# Выборы примара Кишинёва (2019)
Выборы примара Кишинева прошли 20 октября (1 тур) и 3 ноября (2 тур). Победу на них одержал Ион Чебан.

## Предыстория
В 2019 году истекал период выбранных в 2015 году муниципальных советников Кишинёва. Также в Кишинёве с 2018 года, после нескольких неудачных попыток провести выборы, не было генерального примара, а его должность занимали исполняющие обязанности.
Согласно кодексу о выборах выборы примара и муниципальных советников должны происходить одновременно. Таким образом выборы генерального примара, а также муниципальных советников были назначены на 20 октября. Для признания выборов состоявшимися явка избирателей должна была составлять более 25 % из всех жителей муниципия, обладающих избирательным правом. Для победы кандидат должен набрать 50 % плюс один голос из граждан, пришедших на выборы. В случае если ни один из кандидатов не набрал более 50 % голосов, через две недели назначается второй тур выборов, в котором избирателям предлагается выбрать из двух кандидатов, набравших наибольшее количество голосов в первом туре.
Кандидаты могли подавать документы в центральную избирательную комиссию для регистрации в качестве кандидатов на выборах до 19 сентября 2019 года. Всего на должность генерального примара подало заявку 21 кандидатов, однако двоим кандидатам отказано в регистрации.

## Результаты

### Первый тур
Первый тур выборов генерального примара Кишинёва прошёл 20 октября 2019.
| Имя кандидата     | Представляет партию                            | Количество проголосовавших      | В % от общего числа |
| ----------------- | ---------------------------------------------- | ------------------------------- | ------------------- |
| Андрей Доникэ     | Движение профессионалов «Speranța-Надежда»     | вышел из избирательной кампании |                     |
| Ион Чебан         | Партия социалистов Республики Молдова          | 90 591                          | 40,19               |
| Теодор Кырнац     | Партия «Воля народа»                           | 1 908                           | 0,85                |
| Валерий Клименко  | Политическая партия «Шор»                      | 6 859                           | 3,04                |
| Валерий Мунтяну   | Союз спасения Бессарабии                       | 1 710                           | 0,76                |
| Виктор Киронда    | Общественно-политическое движение «Новая сила» | 6 147                           | 2,73                |
| Виталий Возной    | Политическая партия «Партия Европейские Левые» | 358                             | 0,16                |
| Дмитрий Цыра      | Европейская народная партия Молдовы            | 819                             | 0,36                |
| Виталий Маринуца  | Зелёная экологическая партия                   | 1 001                           | 0,44                |
| Андрей Нэстасе    | Избирательный блок «ACUM Platforma DA și PAS»  | 70 056                          | 31,08               |
| Лилия Раногаец    | Национал-либеральная партия                    | 620                             | 0,28                |
| Александр Фетеску | Либерал-демократическая партия Молдовы         | 1 235                           | 0,55                |
| Дорин Киртоакэ    | Либеральная партия                             | 22 885                          | 10,15               |
| Иван Дьяков       | Наша партия                                    | 2 252                           | 1,00                |
| Владимир Чеботарь | Демократическая партия Молдовы                 | 5 504                           | 2,44                |
| Октавиан Цыку     | Партия национального единства                  | 10 739                          | 4,76                |
| Сергей Тома       | Партия трудящихся                              | 306                             | 0,14                |
| Владимир Цуркану  | Румынская народная партия                      | 1 816                           | 0,81                |
| Борис Волосатый   | Политическая партия «Демократия дома»          | 591                             | 0,26                |
| Итого             | Итого                                          | 225 397 (явка - 36,05 %)        | 100 %               |

### Второй тур
Второй тур выборов генерального примара Кишинёва прошёл 3 ноября 2019.
| Имя кандидата  | Представляет партию                           | Количество проголосовавших | В % от общего числа |
| -------------- | --------------------------------------------- | -------------------------- | ------------------- |
| Ион Чебан      | Партия социалистов Республики Молдова         | 123 807                    | 52,39               |
| Андрей Нэстасе | Избирательный блок «ACUM Platforma DA și PAS» | 112 514                    | 47,61               |
| Итого          | Итого                                         | 236 320 (явка - 37,78 %)   | 100 %               |